# 陳政 (唐朝)
陳政（？—？），字一民，避唐太宗李世民諱，又字一庶，號素軒，河东郡（今山西省夏县一带）人，一说光州固始县（今河南省信阳市固始县）人，唐朝初年驻守漳州的將領。

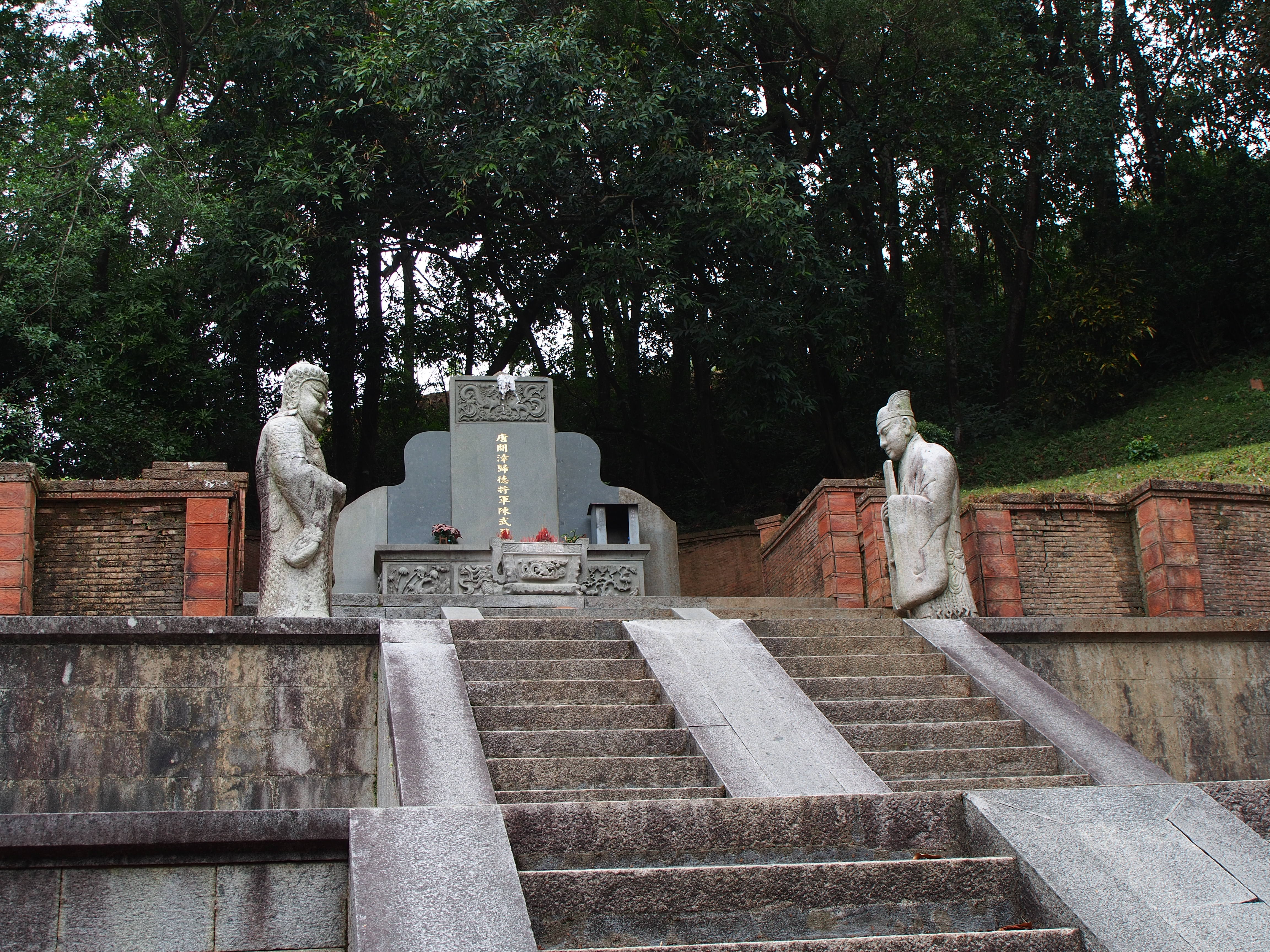
陈政墓

## 生平
陈政娶吐万氏的女子为妻，吐万氏是鲜卑大姓。
陈政曾任唐朝副诸卫上将。武则天时期，陈政戍守闽地，遂在枫亭（今福建省莆田市仙游县枫亭镇）安家。
陈政的儿子为陈元光。